# Aguascalientes (by)
Aguascalientes er hovedstad i den vestligt-centralt beliggende mexicanske delstat Aguascalientes. Den ligger langs Río Aguascalientes bredder, i 1.888 meters højde.
Aguascalientes blev grundlagt den 22. oktober 1575. I 1835 blev byen hovedstad i den nydannede stat med samme navn, da dennes territorium blev udskilt fra nabostaten Zacatecas]. 
Byen fik sit navn, der stammer fra de spanske ord "aguas calientes" som betyder "varme vande", på grund af de varme kilder, der var overalt i området. Kilderne bliver brugt i kursteder og endda i private hjem. Indbyggerne i Aguascalientes (både byen og staten) kaldes på spansk for hidrocálidos eller "hydrotermiske" folk.
Ifølge den seneste folktælling fra Mexicos statistikkontor (INEGI), var Aguascalientes storbyområde i 2000 landets trettendestørste byområde målt på antallet af indbyggere, med over 900.000 personer. Byen er en af de hurtigst voksende byer i Mexico, og har på ti år vokset så meget, at nabokommunen Jesus Marias hovedby er blevet annekteret og nu er blevet gjort til en forstad. Private kilder anslår at indbyggertallet i 2005 var nået op på 1 million.
Den største Nissan-fabrik uden for Japan, ligger i byen. Mexicos to eneste Texas Instruments-fabrikker ligger også i byen.

## Berømtehidrocálidos
- Antonio Acevedo Escobedo, forfatter
- José María Bocanegra, mexicansk præsident
- Francisco Díaz de León, kunstner
- Gabriel Fernández Ledesma, kunstner
- Manuel M. Ponce, musiker
- José Guadalupe Posada, kunstner
- Saturnino Herrán, kunstner
- Ramón López Velarde, digter
- Miguel Angel Barberena Vega, politiker
- Jose Antonio Zapata, journalist

## Ekstern henvisninger
- Wikimedia Commons har flere filer relateret til Aguascalientes (by)
- Aguascalientes kommunens hjemmeside Arkiveret 14. oktober 2008 hos  Wayback Machine